# نوین‌هاوس
شهر نوین‌هاوس (به آلمانی: Neuenhaus) در ایالت نیدرزاکسن در کشور آلمان واقع شده‌است.